# La Mina Victòria
La Mina Victòria és un monument del municipi d'Arres inclòs en l'Inventari del Patrimoni Arquitectònic de Catalunya.

## Descripció
Jaciment zinc i plom considerat el més important de la Val, situat en el sector nord del terme, en el Notanha de Sasseuva, Pales e Paletes, pròxim al límit de Bossòt. Com és usual a la mina Victòria es troba en un paratge apartat i a una altitud considerable (entorn dels 1500m), la qual cosa suposà greus inconvenients climàtics i obligà als miners a viure permenentment a la muntanya durant l'època d'extracció. Les construccions dels allotjaments, les cantines i els magatzems (en ruïnes) són testimoni d'una gran activitat, i del coratge dels homes per tal d'explotar les riqueses de la seva terra. En creuar el rierol dels Melics trobem distribuïdes en el vessant les boques de cinc galaries, a diferents nivells, d'acord amb la situació de les masses de minerals. Les quatre primeres amb murs en sec de l'estèril, i la cinquena apuntalada amb posts i bigues, però totes elles avui inundades i ruïnoses. L'arrencada i l'extracció a la superfície, després dels treballs previs de prospecció i barrinada, seguien mètodes artesans i mecànics. Els abocadors existents demostren que en les primeres mines els treballs de concentració de la mena es duien a terme allí mateix. Vora de la primera galeria es conserva un casal (7 x 10 x 5m) amb la teulada esfondrada, obertures en les dues plantes i un ull de fàbrica en el "penalèr ". Dos edificis de característiques semblants units per un cos central es conserven (restaurants) entre la segon i la tercera. I entre la tercera i la quarta, l'antic edifici de màquines. Les restes de l'estació superior amb una torre ens recorden el transport del mineral a través d'un telefèric fins al Bocard de Bossòt.

## Història
L'existència d'antics treballs referits al ferro, el zenc, i el plom argentífer surt esmentada en els primers documents de la Val. Més concretament hi ha notícia de l'aprofitament d'aquest jaciment d'ençà del segle xvii. L'explotació industrial de la mina Victòria s'inicia a mitjan segle xix, bé de manera intensiva des del 1910 amb majoria de capital francès. S'hi treballava tot l'any, i esdevingué el jaciment més productiu de la Val. Després de la primera Guerra Mundial hi continuà l'extracció de minerals, des del 1923 fins al 1936 amb la societat Vieille-Montagne. Segons J.Bertrans l'any 1928 donava feina a uns 150 obrers. D'acord amb les inversions de capital i l'exportació de la producció aviat les comunicacions s'orientaren vers Bossòt i França (100.000 tones de mineral al 50% de zinc). Des de mitjan segle XX les mines resten tancades per manca de rendibilitat.